# Christian Zeller
Pour les articles homonymes, voir Zeller.
Julius Christian Johannes Zeller (24 juin 1822, Mühlhausen am Neckar – 31 mai 1899, Cannstatt) est un mathématicien wurtembergeois.
Son éducation porte d'abord sur les mathématiques, la géographie et la théologie. En 1874, Zeller devient directeur de séminaire à Markgröningen et d'un orphelinat pour filles. En 1882, il devient membre de la Société mathématique de France. L'année suivante, le 16 mars 1883, il livre un extrait de sa relation de congruence (la congruence de Zeller) utilisé pour déterminer le nom du jour d'une date donnée aussi appelé algorithme de détermination du jour.
Plus tard, il est décoré de l'ordre de Frédéric et de la croix de chevalier de Wurtemberg. Il se retire en 1898 et meurt l'été suivant.

## Travaux

### Sur le calcul calendaire
Ces quatre articles similaires traitent d'abord des jours de la semaine puis de la date du dimanche de Pâques, pour les calendriers julien et grégorien :
- Die Grundaufgaben der Kalenderrechnung auf neue und vereinfachte Weise gelöst, Zeller, Chr., Württembergische Vierteljahrshefte für Landesgeschichte, Jahrgang V 1882.
- Problema duplex Calendarii fundamentale par M. Ch. Zeller, Bulletin de la Société Mathématique de France, vol.11, Séance du 16 mars 1883
- Kalender-Formeln von Rektor Chr. Zeller, Mathematisch-naturwissenschaftliche Mitteilungen des mathematisch-naturwissenschaftlichen Vereins in Württemberg, Ser. 1, 1 1885
- Kalender-Formeln von Chr. Zeller, Acta Mathematica, Vol. 9 1886-87, Nov 1886

Zeller produisit aussi un guide de référence : Das Ganze der Kalender-Rechnung.

### Sur lathéorie des nombres
- Ein neuer Beweis des Reziprozitäts-Theorems, Berlin 1872
- De numeris Bernoulli eorumque compositione ex numeris integris et reciprocis primis, Paris 1881
- Zu Eulers Rekursionsformel für die Divisorensummen, Stockholm 1884

## Article Connexe
- Détermination du jour, algorithme